# Ehrensvärdska gymnasiet
Ehrensvärdska gymnasiet ligger i örlogsstaden Karlskrona. Den är en av fyra gymnasieskolor i Karlskrona som bär namn efter berömda personer som haft särskild betydelse för staden. De tre övriga är af Chapmangymnasiet, Törnströmska gymnasiet och Fischerströmska gymnasiet. 
Rektorer för Ehrensvärdska Gymnasiet är Sandra Friberg Nilsson  och Marcus Broström.

## Program
Från och med höstterminen 2009 finns det åtta program att välja mellan. De är:
- - Barn och Fritidsprogrammet
  - Handels- och Administrationsprogrammet
  - Hantverksprogrammet Frisör
  - Naturvetenskapsprogrammet
  - Matematisk Spetsutbildning, Leonardo
  - Vård och omsorgsprogrammet
  - Teknikprogrammet
  - TIME (som fr.o.m. hösten 2009 ingår i Teknikprogrammet)

IB Programmet lades ner år 2010 på Ehrensvärdska
Gemensamt med andra gymnasium
- - Fäktgymnasiet
  - Idrottsprofilen

## Projekt 3K
Projekt 3K är ett miljösamarbete mellan tre skolor i de tre städerna Karlskrona, Kaliningrad och Klaipeda. I Karlskrona är det Ehrensvärdska Gymnasiet som står för deltagandet. Projektet handlar om miljön runt Östersjön och hur man ska göra för att få ett stopp på bland annat övergödning och utsläpp. Man vill även att projektet ska leda till ett bättre samarbete mellan de tre länderna som deltar. Det är ett treårigt projekt och riktar sig till 10-12 elever från varje skola med åldrar varierande från 16-18 år. Projektet startade 2008.